# Pronom recíproc
Els pronoms recíprocs (ens, us i es) són pronoms personals febles que prenen com a antecedent un subjecte que expressa una pluralitat d'entitats generalment humanes. Poden fer funció de complement directe o de complement indirecte.